# Gelauwerd

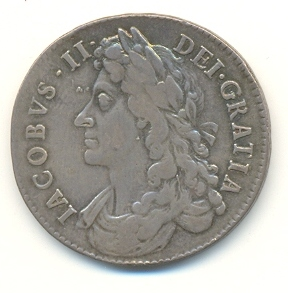
Het gelauwerde hoofd van Jacobus II van Engeland (1685-1688)

Gelauwerd is in de numismatiek het voorzien van een lauwerkrans. Meestal een kop (numismatiek) of buste. De winnaars van de Olympische Spelen kregen volgens de overlevering als enige beloning een krans van lauriertakken. Een lauwerkrans is daardoor een teken van de overwinning. Van Leopold I van België, George IV van het Verenigd Koninkrijk en Frans Jozef I van Oostenrijk zijn er voor 1850 gelauwerde munten geslagen.